# Josué Castells
Josué Castells Prat (Barcelona, España, 9 de enero de 1985) es un exfutbolista español nacionalizado peruano. Jugaba de portero  y su  último equipo fue el Walter Ormeño que participa en la Copa Perú.

## Trayectoria
Se forma en las divisiones inferiores del Club Deportivo Pesquero y del Club Sporting Cristal, logrando debutar con el primer equipo de este último. 
Deportista destacado en diferentes disciplinas como; Básquet, Fútbol y Atletismo, participó en diferentes competencias a nivel nacional.  
Durante varios años alternando la titularidad en los equipos juveniles y el rol de suplente en el equipo Sporting Cristal, logra un contrato con el Club Alianza Atlético de Sullana, equipo en el que empieza como suplente y que después se haría con el puesto titular, siendo pieza clave para obtener la permanencia, Castells, llegó a dicho equipo en puestos de descensos y finalmente lograron la permanencia con Castells como una de las figuras más importantes.  
Concluido el año, Josué decidió emigrar al fútbol de su país (España). Ficha por el equipo de la Tercera División, Club Deportivo Europa. No contó con la confianza del técnico a pesar de realizar buenas actuaciones cuando le tocó jugar. Ficha luego por el Club Santboià, en el que tampoco logra consolidarse.. debido a que en este país la demarcación de portero se suele otorgar a jóvenes de las categorías inferiores, ( Casillas, Víctor Valdés, etc.)
Decidió retornar a Lima para retomar sus estudios universitarios en 2008 y continuar con la práctica del fútbol.
En ese año jugó en el mítico y uno de los más importantes clubes históricos de Perú, Deportivo Municipal, al año siguiente es contratado por la franquicia del Real Madrid en Perú, Real Academia, después de un año y la desaparición de la franquicia, es fichado por el Club América Cochahuayco.   
Cabe recordar de estos tres clubs, son de segunda división profesional peruana y en los que Josué Castells, ha sido el portero titular y el siempre ha formado parte del grupo de capitanes, esto debido a su gran carácter de liderazgo.  
Logra terminar sus estudios en la Pontificia Universidad Católica del Perú, obteniendo el título de Comunicación Audiovisual, y siendo uno de los alumnos de la Universidad Católica que mejor ha representado en el ámbito deportivo a esta institución.
En 2010 fue elegido como el mejor portero de la Segunda División Peruana defendiendo al América Cochahuayco.
En 2011, ficha por el club de la Primera División Peruana Club Deportivo Universidad César Vallejo, club que llega para reforzar la portería por la lesión de Ferreira, alterna titularidad y suplencia con su otro compañero. 
El 2012 regresa al Club Deportivo Municipal. Club al que pertenece también este año 2013, donde además es el capitán del equipo. En 2014 pasa a Walter Ormeño club con el que desciende.

## Clubes
| Club                      | País   | Año         |
| ------------------------- | ------ | ----------- |
| Sporting Cristal          | Perú   | 2006        |
| Alianza Atlético          | Perú   | 2006 - 2007 |
| Málaga B                  | España | 2007-2008   |
| Deportivo Municipal       | Perú   | 2008        |
| Real Academia             | Perú   | 2009        |
| América Cochahuayco       | Perú   | 2010 - 2011 |
| Universidad César Vallejo | Perú   | 2011        |
| Deportivo Municipal       | Perú   | 2012 - 2013 |
| Walter Ormeño             | Perú   | 2014 - 2015 |